# Strada statale 579 Palentina
La ex strada statale 579 Palentina (SS 579), ora strada regionale 579 Palentina (SR 579), è una strada regionale italiana, il cui percorso è per intero sviluppato nella Provincia dell'Aquila.

## Percorso

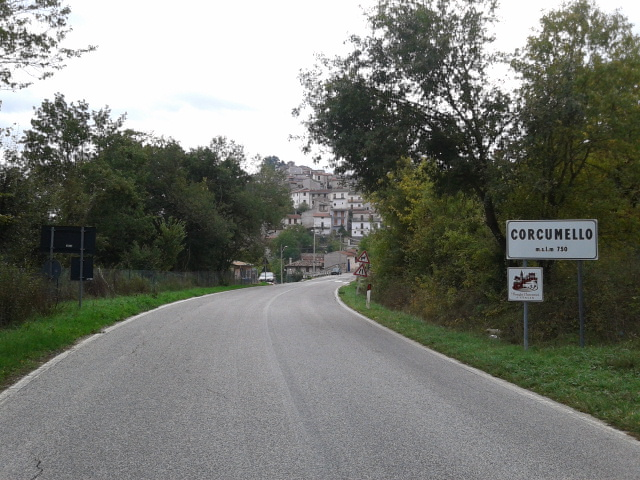
La strada nei pressi del bivio per Corcumello

La strada ha inizio distaccandosi dalla strada statale 5 Via Tiburtina Valeria nei pressi della Stazione di Villa San Sebastiano, nel comune di Tagliacozzo; da qui si dirige verso la frazione stessa di Villa San Sebastiano per poi entrare nel comune di Capistrello, raggiungendone prima il bivio della frazione di Corcumello e infine lo stesso centro abitato, da dove si innesta sulla ex strada statale 82 della Valle del Liri.
In seguito al decreto legislativo n. 112 del 1998, dal 2001 la gestione è passata dall'ANAS alla Regione Abruzzo che ha provveduto al trasferimento dell'infrastruttura al demanio della Provincia dell'Aquila.

## Tracciato
| Palentina Nuovo Borgo Villa San Sebastiano - Capistrello |                                  |        |      |
| Tipo                                                     | Uscita                           | km     | Note |
|                                                          | 101,800                          | 0,000  |      |
|                                                          | Nuovo Borgo Villa San Sebastiano | 0,750  |      |
|                                                          | Villa San Sebastiano             | 2,750  |      |
|                                                          | Corcumello                       | 6,200  |      |
|                                                          | Colle Amico                      | 6,700  |      |
|                                                          | Capistrello                      | 13,400 |      |